# 노아 테일러
노아 테일러(Noah Taylor, 1969년 9월 4일 ~ )는 영국 태생의 오스트레일리아 배우이다.

## 출연 작품

### 영화
- 청춘 기숙사 (1991)
- 샤인 (1996)
- 슬리핑 딕셔너리 (2003)
- 찰리와 초콜릿 공장 (2005)
- 프리 파이어 (2016) - 고든 역
- The Windmill Massacre (2016)
- 패딩턴 2 (2017) - 피브스 역
- 스카이스크래퍼 (2018) - 피어스 씨 역

### 텔레비전
- 왕좌의 게임 (2013-14)
- 피키 블라인더스 (2014)
- 그리고 아무도 없었다 (2015) - 토머스 로저스 역 (BBC One)
- Powers (2015)
- 프리처 (2017-19) - 아돌프 히틀러 역